# 锡耶勒菲利普
锡耶勒菲利普（法語：Sillé-le-Philippe，法語發音：[sije lə filip]）是法国萨尔特省的一个市镇，属于马梅尔斯区。

## 地理
锡耶勒菲利普（48°6'28"N, 0°21'8"E）面积10.6 平方千米，位于法国卢瓦尔河地区大区萨尔特省，该省份为法国西北部内陆省份，北起顺时针与奥恩省、厄尔-卢瓦省、卢瓦-谢尔省、安德尔-卢瓦尔省、曼恩-卢瓦尔省和马耶讷省接壤，是法国大西部的入口，连接卢瓦尔河谷、布列塔尼和巴黎盆地。
与锡耶勒菲利普接壤的市镇（或旧市镇、城区）包括：博费、隆布龙、圣科尔内耶、萨维涅莱韦克、托尔塞昂瓦莱。

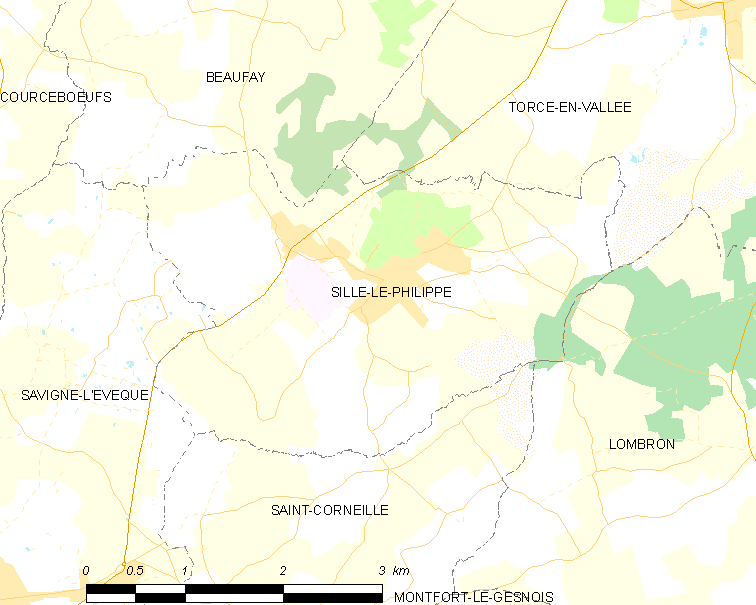
锡耶勒菲利普的OSM定位图

锡耶勒菲利普的时区为UTC+01:00、UTC+02:00（夏令时）。

## 行政
锡耶勒菲利普的邮政编码为72460，INSEE市镇编码为72335。

## 政治
锡耶勒菲利普所属的省级选区为萨维涅莱韦克县。

## 人口

1962-2008年间锡耶勒菲利普人口变化图示

锡耶勒菲利普于2022年1月1日时的人口数量为1080人。